# Beta Cephei
Beta Cephei (β Cephei, viết tắt Beta Cep, Cep) là một hệ thống 3 sao có cường độ sáng đứng thứ ba trong chòm sao Tiên Vương (Cepheus). Dựa trên các phép đo thị sai thu được trong nhiệm vụ Hipparcos, nó cách Mặt Trời khoảng 690 năm ánh sáng. Nó là nguyên mẫu của các ngôi sao biến quang Beta Cephei.
Nó bao gồm một sao đôi (được chỉ định tên Beta Cephei A) cùng với sao đồng hành thứ ba (B). Hai thành phần của sao đôi được định danh Beta Cephei Aa (chính thức đặt tên Sao Alfirk /ˈælfərk/, tên truyền thống cho toàn hệ thống sao này)  và Beta Cephei Ab.

## Danh pháp
β Cephei (được Latin hóa thành Beta Cephei) là tên gọi của cả hệ thống sao này. Tên gọi của hai sao thành phần là Beta Cephei A và B, và các thành phần của A - Beta Cephei Aa và Ab - xuất phát từ quy ước được sử dụng bởi Danh mục Đa quốc gia Washington (WMC) cho nhiều hệ thống sao và được Liên minh Thiên văn Quốc tế thông qua (IAU).
Beta Cephei mang tên truyền thống Alfirk, bắt nguồn từ tiếng Ả Rập tiếng Ả Rập al-Firqah "bầy" (của cừu). Với Alpha Cephei (Alderamin) và Eta Cephei (Alkidr), họ là Al Kawākib al Firḳ الكوكب الفرق "những ngôi sao của đàn" của Ulug Beg. Vào năm 2016, IAU đã tổ chức một Nhóm làm việc về Tên sao (WGSN)  để lập danh mục và chuẩn hóa tên riêng cho các ngôi sao. WGSN quyết định gán tên thích hợp cho từng ngôi sao thay vì toàn bộ nhiều hệ thống. Nhóm này đã phê duyệt tên Alfirk cho thành phần Beta Cephei Aa vào ngày 21 tháng 8 năm 2016 và hiện tại nó đã được đưa vào Danh sách tên sao được IAU phê duyệt.

## Quan sát
Giống như ngôi sao Epsilon Draconis trong chòm sao Draco, Beta Cephei có thể nhìn thấy chủ yếu ở bán cầu bắc, với xích vĩ cực bắc của nó là 70 độ và 34 phút. Tuy nhiên, hầu hết các nhà quan sát trên khắp thế giới đều có thể nhìn thấy nó như các thành phố như Harare ở Zimbabwe, Santa Cruz de la Sierra ở Bolivia hoặc các khu định cư khác ở phía bắc ± 19° vĩ độ Nam. Khoảng nhìn thấy được là vòng tròn trên khắp châu Âu, Bắc Á và các thành phố Bắc Mỹ ở tận phía nam như Guadalajara ở phía tây trung tâm México. Tất cả các địa điểm khác trên toàn cầu có vĩ độ lớn hơn ±20 ° Bắc sẽ nhận thấy rằng ngôi sao này luôn có thể nhìn thấy trên bầu trời đêm. Bởi vì Beta Cephei là một ngôi sao cường độ sáng thứ ba khá mờ nhạt, có thể khó xác định vị trí của sao này ở hầu hết các thành phố bị ô nhiễm ánh sáng, mặc dù ở các khu vực nông thôn, ngôi sao này có thể dễ dàng quan sát được.